# Žeranovice (zámek)
Zámek Žeranovice se nachází ve stejnojmenné obci, ležící asi 5 km jihovýchodně od centra města Holešova v okrese Kroměříž. Novogoticky upravená stavba slouží potřebám obecního úřadu, část přízemí je zařízena jako restaurace. Od 3. května 1958 je objekt chráněn coby kulturní památka pod č. 25370/7-6195.

## Historie
Předchůdcem současného zámku byla tvrz, kterou v roce 1629 získal Albrecht Kotulínský z Kotulína. Patrně za Kotulínských byla žeranovická tvrz před polovinou 17. století přebudována na renesanční zámek. Od roku 1661 patřily Žeranovice rodu Říkovských z Dobrčic, od nichž je v roce 1677 odkoupila Františka Eleonora Podstatská z Prusinovic (†1689), jež je obratem intabulovala své nevlastní dceři Marii Alžbětě Sidonii ze Žerotína (†1699). Po Žerotínech se majitelé panství rychle střídali; v letech 1691–1719 statek drželi Elbognerové z Unterschönfeldu, po nich Prokopové z Rabštejna (1719–1736), dále Gugenbergové (1736–1768) a nakonec uherští Nádasdyové (1768–1792). Od nich Žeranovice koupil Kristián August hrabě Seilern-Aspang (1717–1801), majitel sousedních panství Lukov a Přílepy. Na počátku 19. století měl zámek podobu čtyřkřídlé stavby, jejíž vstupní průčelí bylo přivráceno směrem k jihu. Součástí zámeckého areálu byly rovněž hospodářské budovy. 
Kristiánův vnuk, Karel Maxmilián hrabě Seilern-Aspang (1825–1905), nechal architektem Friedrichem staré renesanční sídlo novogoticky přestavět. Roku 1852 tak bylo zcela strženo jižní křídlo, objekt obdržel hladké fasády a část východního křídla získala podobu mohutné čtyřboké věže o dvou poschodích. Na nádvorní straně severního křídla v prvním poschodí byla zřízena dřevěná krytá chodba. Seilernové o zámek přišli v rámci první pozemkové reformy, kdy byl zcela rozparcelován přilehlý hospodářský dvůr a zámek připadl rodině Pálkových. Pálkovi, jako poslední soukromí majitelé, pak zámek v 50. letech 20. století prodali obci, jež nechala stavbu zrekonstruovat a adaptovat pro potřeby MNV.

## Architektura

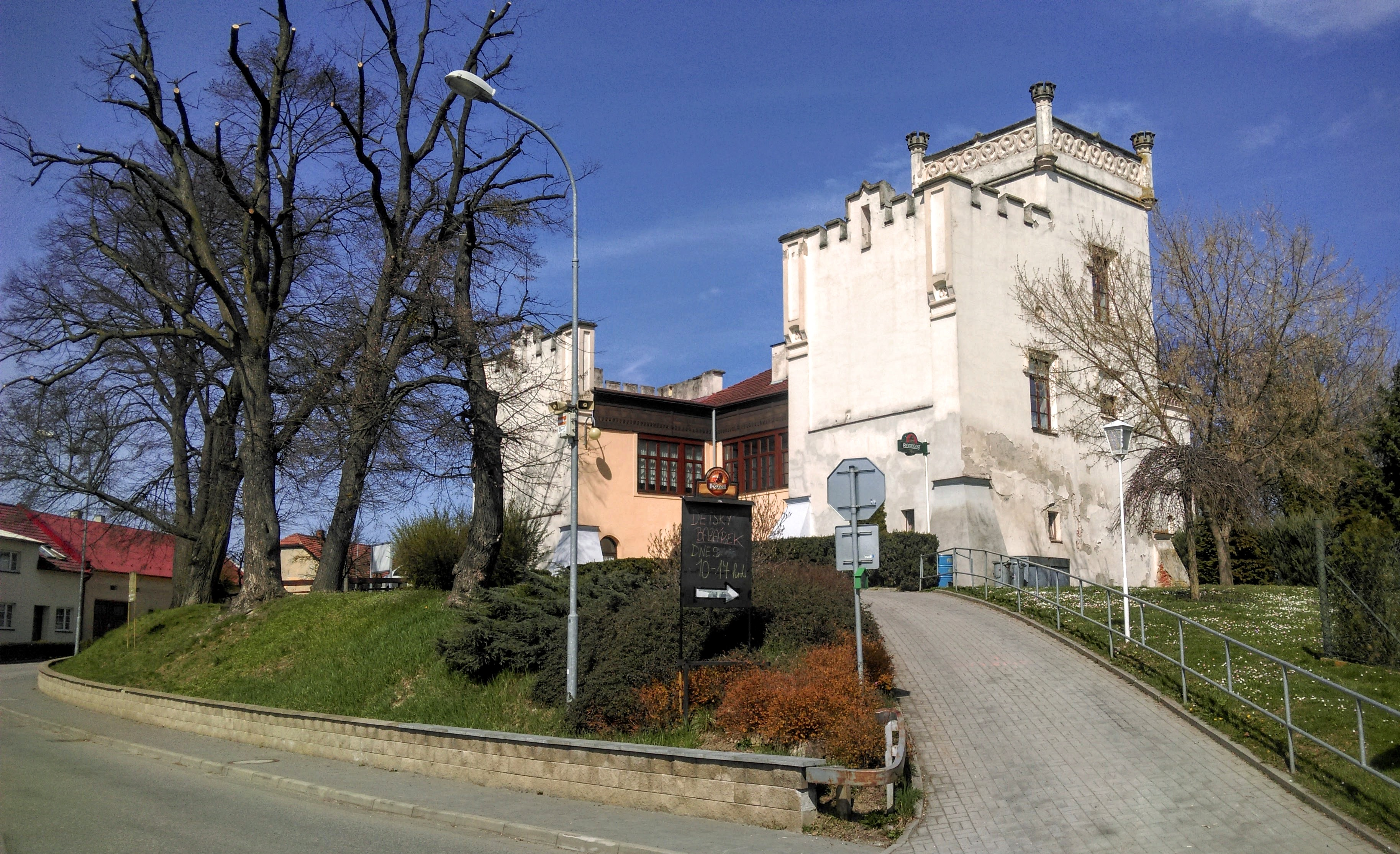
Zámek pohledem od jihu

Zámek má podobu trojkřídlé budovy, situované na mírném návrší uprostřed obce. Vzhled byl ovlivněn novogotickou přestavbou, vrchní části západního a východního křídla jsou zakončeny cimbuřím, severní křídlo člení podstřešní římsa. Okna jsou zdobena částečným orámováním. Severní a jižní stranu zámku obklopuje nevelká zahrada. Ve sklepních prostorách a některých přízemních místnostech jsou dosud zachovány křížové a valené klenby.